# Símbols de grafits megalítics
Les marques de grafits megalítics són les marques que es troben principalment en fragments de ceràmica trobats a l'Índia central, el sud de l'Índia i Sri Lanka durant el període de l'edat del ferro megalítica. Normalment es troben en cementiris, però també es troben en llocs d'habitatge. Daten del 1000 aC al 300 dC, marcant la transició del període protohistòric al període històric del sud d'Àsia. Diversos estudiosos han intentat desxifrar els símbols des del 1878, i actualment no hi ha consens sobre si constitueixen escriptura no desxifrada, grafits o símbols sense cap significat sil·làbic o alfabètic. adsf dasfdasfdas
El 1960, l'arqueòleg B. B. Lal va descobrir que el 89% dels símbols megalítics estudiats tenien els seus equivalents en l'escriptura de l'Indus. Va concloure que hi havia una similitud cultural entre la civilització de la vall de l'Indus i el període megalític posterior. El 2019, arqueòlegs de Tamil Nadu van excavar més fragments de ceràmica a Keeladi amb grafits que s'assemblaven molt als símbols de l'escriptura de l'Indus.
A partir de l'estratigrafia arqueològica, els fragments de ceràmica amb i sense símbols es troben normalment al nivell més baix, seguits de fragments de ceràmica amb símbols mixtos i Brahmi o Tamil Brahmi i, finalment, al nivell més alt, només es troben fragments de ceràmica amb gravats Brahmi o Tamil Brahmi. A partir de l'any 300 dC aproximadament, desapareixen de les tombes. Acadèmics com Iravatham Mahadevan han intentat vincular els símbols directament a l'escriptura de la vall de l'Indus o com a derivats a causa d'una influència persistent, Tot i això, molts altres no hi veuen cap valor alfabètic particular, només com a símbols de grafiti utilitzats amb finalitats socioreligioses.